# 2V-ALK
2V-ALK (произносится как «walk» — прогулка (англ.)) — второй студийный альбом вокального проекта Хироюки Савано SawanoHiroyuki[nZk]. Он был выпущен 20 сентября 2017 года компанией Sony Music под лейблом SACRA MUSIC. Из альбома 2V-ALK были выпущены такие синглы как: «Into the Sky», «CRYst-Alise», «e of s», «gravityWall» и «sh0ut».
В первую неделю после выхода, альбом занял 3-е место в ежедневном рейтинге. Он находился в чартах Oricon на протяжении 8 недель.

## Об альбоме
«Into the Sky» с участием японской певицы Tielle использовалась в аниме-сериале «Mobile Suit Gundam Unicorn RE: 0096» в качестве вступительной заставки, а песня «Next 2 U -eUC-» с участием naNami — использовалась в качестве первой финальной заставки.
«CRYst-Alise» стала основной темой мобильной игры «VALHAITRISING».
«e of s» с вокалисткой mizuki использовалась как открывающая заставка для мобильной игры «Soul Reverse Zero», а «ninelie <cry-v>» с участием Aimer использовалась как финальная заставка для первого фильма-сборника аниме «Kabaneri of the Iron Fortress».
«gravityWall» использовалась как первая вступительная заставка для аниме-сериала «Re: Creators», а «sh0ut» использовалась как вторая вступительная заставка.
«Amazing trees» использовались как открывающая заставка для игры «Border Break» для PS4.

## Список композиций
| №                   | Название               | Текст песни                  | Автор                              | Длительность |
| ------------------- | ---------------------- | ---------------------------- | ---------------------------------- | ------------ |
| 1.                  | «1ntr0duct10n»         |                              | SawanoHiroyuki[nZk]                | 1:59         |
| 2.                  | «Amazing Trees»        | Hiroyuki Sawano Benjamin mpi | SawanoHiroyuki[nZk]:Tielle         | 4:46         |
| 3.                  | «gravityWall»          | Hiroyuki Sawano Tielle       | SawanoHiroyuki[nZk]:Tielle & Gemie | 3:46         |
| 4.                  | «e of s»               | Hiroyuki Sawano              | SawanoHiroyuki[nZk]:mizuki         | 3:50         |
| 5.                  | «Club Ki3ε»            | Benjamin mpi                 | SawanoHiroyuki[nZk]:Gemie          | 3:57         |
| 6.                  | «VV-ALK»               | Hiroyuki Sawano cAnON.       | SawanoHiroyuki[nZk]:Tielle         | 4:22         |
| 7.                  | «rabBIThole»           | Yosh                         | SawanoHiroyuki[nZk]:Yosh           | 3:59         |
| 8.                  | «ninelie <cry-v>»      | Hiroyuki Sawano              | SawanoHiroyuki[nZk]:Aimer          | 5:06         |
| 9.                  | «sh0ut»                | Hiroyuki Sawano Tielle       | SawanoHiroyuki[nZk]:Tielle & Gemie | 4:05         |
| 10.                 | «ViEW»                 | Hiroyuki Sawano cAnON.       | SawanoHiroyuki[nZk]:mizuki         | 3:30         |
| 11.                 | «mio MARE <2v-alk_v>»  | cAnON.                       | SawanoHiroyuki[nZk]:Yosh           | 4:22         |
| 12.                 | «CRYst-Alise»          | cAnON.                       | SawanoHiroyuki[nZk]:Tielle         | 5:15         |
| 13.                 | «Next 2 U -eUC-»       | Hiroyuki Sawano cAnON.       | SawanoHiroyuki[nZk]:naNami         | 4:04         |
| 14.                 | «HERE I AM <2v-alk_v>» | Hiroyuki Sawano cAnON.       | SawanoHiroyuki[nZk]:Gemie          | 4:01         |
| 15.                 | «Into the Sky»         | Benjamin mpi                 | SawanoHiroyuki[nZk]:Tielle         | 3:50         |
| 16.                 | «pian0s0l0»            |                              | SawanoHiroyuki[nZk]                | 3:54         |
| 17.                 | «ëmot1on»              | cAnON.                       | SawanoHiroyuki[nZk]:Eliana         | 4:12         |
| Общая длительность: | Общая длительность:    | Общая длительность:          | Общая длительность:                | 68:48        |